# Юркова, Александра Илларионовна
Александра Илларионовна Юркова (2 мая 1952, Тыва, СССР — 17 июля 2015, Томск, Россия) — российский театральный деятель, директор Омского государственного драматического «Пятого театра», заслуженный работник культуры Российской Федерации.

## Биография
Родилась в семье военного на пограничной заставе в Тувинской республике. Затем семья переехала в Латвию.
Окончила медицинское училище. Затем училась в Красноярском педагогическом институте на филологическом факультете.
В 1988 году окончила Алтайский государственный институт культуры.
С 1987 по 1992 годы работала заместителем директора Омского академического театра драмы.
С 1992 года — директор Омского государственного драматического «Пятого театра».
С 2002 года — исполнительный директор Международного фестиваля «Молодые театры России».
Похоронена на Старо-Северном мемориальном кладбище города Омска.

## Награды и звания
- Премия Губернатора Омской области «за заслуги в развитии культуры и искусства имени народного артиста России Ножери Давидовича Чонишвили» (2006)
- Знак отличия «За достижения в культуре» (2002)
- Заслуженный работник культуры РФ (2007)
- Почётные грамоты Министерства культуры Омской области